# Gerard Murphy
Eamon Gerard Murphy (Newry, condado de Down, Irlanda del Norte; 14 de octubre de 1948 - Cambridge, Inglaterra; 26 de agosto de 2013) fue un actor de cine, televisión y teatro británico. Por su imponente estatura, a menudo interpretó villanos.

## Carrera
Nacido en 1948 en Newry, Condado de Down, Irlanda del Norte, Murphy comenzó su carrera en el escenario con el Glasgow Citizens Theatre. Se ramificó trabajando para televisión con papeles en Z Cars, Doctor Who, Minder, Heartbeat, Father Ted, Dalziel and Pascoe y The Bill. Narró una versión en la Radio BBC de El Señor de los Anillos de Tolkien.
Tal vez sus papeles cinematográficos más conocidos fueron como pirata y espía "The Nord" en Waterworld, y como el Juez corrupto Faden del Tribunal Supremo en Batman Begins.
En el escenario, Murphy interpretó a Hector en The History Boys de Alan Bennett, un papel desempeñado anteriormente por Richard Griffiths, en una gira nacional coproducido por el West Yorkshire Playhouse y Theatre Royal Bath, y dirigida por Christopher Luscombe.